# 营海街道
营海街道是中国山东省青岛市胶州市原下辖的一个街道。撤销建制前面积121平方千米，人口约4万。

## 历史沿革
1958年，胶县营海公社成立。1984年，改设为营房镇。1993年，更名为营海镇。2009年，营海镇撤销，营海街道设立。2012年，营海街道撤销，辖区划归九龙街道。